# Гагарин (Вологодская область)
Гагарин — починок в Никольском районе Вологодской области.
Входит в состав Теребаевского сельского поселения, с точки зрения административно-территориального деления — в Теребаевский сельсовет.
Расстояние по автодороге до районного центра Никольска — 13 км, до центра муниципального образования Теребаево — 5 км. Ближайшие населённые пункты — Бураково, Подол, Вырыпаево.
По переписи 2002 года население — 4 человека.